# Highway 61 Revisited (piosenka)
Highway 61 Revisited – piosenka skomponowana przez Boba Dylana, nagrana przez niego w sierpniu i wydana na albumie Highway 61 Revisited w sierpniu 1965 roku.

## Historia i charakter utworu
Autostrada 61 jest popularną drogą międzystanową w Stanach Zjednoczonych.
Autostrada 61 była – właściwie nawet do pewnego stopnia jest także dzisiaj – ogniwem łączącym skupiska Afroamerykanów w miastach północy, a właściwie Środkowego Zachodu, z południem Ameryki, które było kiedyś miejscem ich pobytu. Tą trasą przenosił się blues z tzw. Delty Mississippi do Chicago w stanie Illinois.
Droga ta rozciąga się od Zatoki Meksykańskiej poprzez obszar w stanie Missisipi zwany Deltą, poprzez Memphis w stanie Tennessee aż do Duluth w rodzinnych okolicach Dylana w stanie Minnesota.
W utworze Dylana autostrada ta pełni także rolę symbolu, wizji Ameryki.
Tekst kompozycji wykazuje wpływy tradycji voodoo i hoodoo, tradycyjnych bluesów, Lorda Buckleya. Zapewne to pod jego wpływem w tekście pojawiła się biblijna historia Abrahama i Izaaka osadzona we współczesnych realiach.
Przez kilka lat po wydaniu piosenki nie była ona w ogóle wykonywana przez Dylana. Po raz pierwszy publicznie wykonał ją w sierpniu 1969 r. podczas słynnego koncertu na wyspie Wight w Wielkiej Brytanii. Powrócił do niej ponownie w styczniu 1974 r. podczas swojego pierwszego tournée od maja 1966 r. To wykonanie „Highway 61 Revisited” z grupą The Band zostało wydane na albumie Before the Flood (1974).
Po 10 latach przerwy Dylan ponownie rozpoczął wykonywanie piosenki na koncertach, tym razem jednak już zdecydowanie częściej.

## Sesje
2 sierpnia 1965 odbyła się sesja nagraniowa do albumu Highway 61 Revisited w Columbia Studio A w Nowym Jorku. Powstało 10 wersji utworu. Na płycie acetatowej (pierwotnej wersji albumu) piosenka ta znalazła się na pozycji 4. Ostatecznie na albumie umieszczona została jako ścieżka numer 7.

## Wykonania koncertowe
1969
- 31 sierpnia 1969 – koncert z zespołem The Band w Woodside Bay w Near Ryde na wyspie Wight, Wielka Brytania. Był to jedyny pełny koncert Dylana pomiędzy czerwcem 1966 r. a styczniem 1974 r.

1974
Tournée po Ameryce z The Band (pocz. 3 stycznia 1974)
- 31 stycznia 1974 – koncerty w Madison Square Garden w Nowym Jorku (koncerty wieczorny i nocny)
- 2 lutego 1974 – koncert w Crisler Arena na University of Michigan, Ann Arbor, stan Michigan
- 3 lutego 1974 – koncert w Assembly Hall na University of Indiana, Bloomington, stan Indiana
- 4 lutego 1974 – koncert w Missouri Arena w Saint Louis, stan Missouri
- 6 lutego 1974 – koncert w Coliseum w Denver, stan Kolorado
- 9 lutego 1974 – koncerty w Coliseum w Seattle, stan Waszyngton (nagranie tego utworu z późniejszego koncertu zostało umieszczone na albumie Before the Flood, 1974)
- 11 lutego 1974 – koncerty w Alameda County Coliseum w Oakland, stan Kalifornia (koncerty wieczorny i nocny)
- 13 lutego 1974 – koncert w The Forum w Inglewood, stan Kalifornia
- 14 lutego 1974 – koncert w The Forum w Inglewood, stan Kalifornia

1984
Europejskie tournée 1984 (pocz. 28 maja 1984; na każdym koncercie wykonywany był jako utwór otwierający)
- 28 maja 1984 – koncert na Arena di Verona w Weronie we Włoszech
- 29 maja 1984 – koncert na Arena di Verona w Weronie we Włoszech
- 31 maja 1984 – koncert na St. Pauli Stadion w Hamburgu w Niemczech
- 2 czerwca 1984 – koncert na St. Jacob Stadion w Bazylei w Szwajcarii
- 3 czerwca 1984 – koncert na Stadionie Olimpijskim w Monachium w Niemczech
- 4 czerwca 1984 – koncert w Sportpaleis Ahoy w Rotterdamie w Holandii
- 6 czerwca 1984 – koncert w Sportpaleis Ahoy w Rotterdamie w Holandii
- 7 czerwca 1984 – koncert na Stade de Schaerbeek w Brukseli w Belgii
- 9 czerwca 1984 – koncert na Ullevi Stadion w Göteborgu w Szwecji
- 10 czerwca 1984 – koncert w Idraetsparken w Kopenhadze w Danii
- 11 czerwca 1984 – koncert na Stadion Bieberer Berg w Offenbach w Niemczech
- 13 czerwca 1984 – koncert w Waldbühne w Berlinie Zachodnim w Niemczech
- 14 czerwca 1984 – koncert w Wiener Stadthalle-Kiba w Wiedniu w Austrii
- 16 czerwca 1984 – koncert na Mungersdorfer Stadion w Kolonii w Niemczech
- 17 czerwca 1984 – koncert na Stade de L’Ouest w Nicei we Francji
- 19 czerwca 1984 – koncert w Roma Palaeur w Rzymie we Włoszech
- 20 czerwca 1984 – koncert w Roma Palaeur w Rzymie we Włoszech
- 21 czerwca 1984 – koncert w Roma Palaeur w Rzymie we Włoszech
- 24 czerwca 1984 – koncert na Stadion San Siro w Mediolanie we Włoszech
- 26 czerwca 1984 – koncert na Estado del Rayo Vallencano w Madrycie w Hiszpanii
- 28 czerwca 1984 – koncert na Minestadio del F.C. Barcelona w Barcelonie w Hiszpanii
- 30 czerwca 1984 – koncert na Stade Marcel Saupin w Nantes we Francji
- 1 lipca 1984 – koncert w Parc de Sceaux w Paryżu we Francji
- 3 lipca 1984 – koncert w Grenoble Alpexpo w Grenoble we Francji
- 5 lipca 1984 – koncert w St. James’ Park w Newcastle w Wielkiej Brytanii
- 7 lipca 1984 – koncert na stadionie Wembley w Londynie w Anglii (nagranie „Highway 61 Revisited” z tego koncertu wydano na Real Live, 1984)
- 8 lipca 1984 – koncert w Slane Castle w Slane w Irlandii

1987
Tournée Boba Dylana i Grateful Dead (pocz. 4 lipca 1987)
- 12 lipca 1987 – koncert na Giants Stadium w East Rutherford, stan New Jersey w USA
- 19 lipca 1987 – koncert na Autzen Stadium w Eugene, stan Oregon w USA
- 24 lipca 1987 – koncert na Oakland County Stadion w Oakland, stan Kalifornia w USA

Tourné Świątynie w płomieniach (pocz. 5 września 1987)
- 5 września 1987 – koncert w parku ha-Jarkon w Tel Awiwie w Izraelu
- 12 września 1987 – koncert na Area ex Autodromo w Modenie we Włoszech
- 15 września 1987 – koncert w Westfalenhalle w Dortmundzie w Niemczech
- 17 września 1987 – koncert w Treptower Festwiese w Berlinie Wschodnim w Niemczech
- 23 września 1987 – koncert w Jaahalli w Helsinkach w Finlandii

1988
Never Ending Tour (wszystkie następne koncerty są kolejnymi częściami Never Ending Tour)
Interstate 88 I
Część pierwsza: Letnie tournée po Kanadzie i USA (początek 7 czerwca 1988)
- 17 czerwca 1988 – koncert w The Muny, Forest Park, St. Louis, stan Missouri
- 26 czerwca 1988 – koncert w Saratoga Performing Arts Center Saratoga Springs, stan Nowy Jork w USA
- 3 lipca 1988 – koncert w Old Orchard Beach Ballpark w Portland, stan Maine w USA
- 6 lipca 1988 – koncert we Frederick Mann Music Center w Filadelfii, stan Pensylwania w USA
- 8 lipca 1988 – koncert w Forum de Montréal w Montrealu w prow. Quebec w Kanadzie
- 13 lipca 1988 – koncert w Castle Farms Music Theatre w Charlevoix, stan Michigan w USA
- 14 lipca 1988 – koncert w Poplar Creek Music Theater w Hoffman Estates w Chicago, stan Illinois w USA
- 17 lipca 1988 – koncert w Meadowbrook Music Theater na Oakland University w Rochester Hills, stan Michigan
- 20 lipca 1988 – koncert w Marjorie Merriweather Post Pavilion w Columbia, stan Maryland w USA
- 22 lipca 1988 – koncert w Starwood Amphitheatre w Nashville, stan Tennessee w USA
- 24 lipca 1988 – koncert w Troy G. Chastain Memorial Park Amphitheatre w Atlancie, stan Georgia w USA
- 25 lipca 1988 – koncert w Troy G. Chastain Memorial Park Amphitheatre w Atlancie, stan Georgia w USA
- 26 lipca 1988 – koncert w Mud Island Amphitheatre w Memphis w Tennessee
- 28 lipca 1988 – koncert w Starplex Amphitheatre w Dallas, stan Teksas w USA
- 30 lipca 1988 – koncert w Mesa Amphitheatre w Mesa, stan Arizona w USA
- 31 lipca 1988 – koncert w Pacific Amphitheatre w Costa Mesa w Kalifornii
- 2 sierpnia 1988 – koncert w Greek Theatre w Hollywood w Los Angeles w Kalifornii
- 3 sierpnia 1988 – koncert w Greek Theatre w Hollywood w Los Angeles w Kalifornii
- 4 sierpnia 1988 – koncert w Greek Theatre w Hollywood w Los Angeles w Kalifornii
- 6 sierpnia 1988 – koncert w Sammis Pavilion w Batiquitos Lagoon w Carlsbadzie w Kalifornii

Interstate 88 II
Część druga: Letnie tournée po Północnej Ameryce (pocz. 18 sierpnia 1988)
- 18 sierpnia 1988 – koncert w Portland Civic Auditorium, Portland, Oregon
- 20 sierpnia 1988 – koncert w Champs de Brionne Music Theater, George, stan Waszyngton
- 21 sierpnia 1988 – koncert w Pacific Coliseum, Vancouver, prow. Kolumbia Brytyjska, Kanada
- 23 sierpnia 1988 – koncert w Olimpic Saddledome, Calgary, prow. Alberta, Kanada
- 24 sierpnia 1988 – koncert w Northlands Coliseum, Edmonton, Alberta, Kanada
- 26 sierpnia 1988 – koncert w Winnipeg Arena, Winnipeg, Manitoba, Kanada
- 29 sierpnia 1988 – koncert w Exibition Stadium Grandstand, Canadian National Exhibition, Toronto, Ontario, Kanada
- 31 sierpnia 1988 – koncert w New York State Fairground Grandstand, Syracuse, stan Nowy Jork, USA
- 2 września 1988 – koncert w Orange County Fair, Wesleylian University, Middletown, stan Nowy Jork, USA
- 3 września 1988 – koncert w Riverfront Park, w Manchesterrze, stan New Hampshire, USA
- 4 września 1988 – koncert w Lake Compounce Festival Park w Bristolu, stan Connecticut w USA
- 7 września 1988 – koncert w Champlain Valley Fairgrounds, Essex Junction, Vermont, USA
- 10 września 1988 – koncert w Waterloo Village, Stanhope, New Jersey, USA
- 11 września 1988 – koncert w Patriot Center, George Mason University, Fairfax, Virginia, USA
- 13 września 1988 – koncert w Civic Arena, Pittsburgh, Virginia, USA
- 15 września 1988 – koncert w Dean E. Smith Students Activities Center, University of North Carolina, Chapel Hill, Karolina Północna, USA
- 16 września 1988 – koncert w Carolina Coliseum, University of South Carolina, Columbia, Karolina Południowa, USA
- 17 września 1988 – koncert w New Charlotte Coliseum, Charlotte, Karolina Północna, USA.
- 18 września 1988 – koncert w Thompson-Boling Assembly Center and Arena, University of Tennessee, Knoxville, Tennessee, USA
- 19 września 1988 – koncert w University Hall, Charlottesville, Virginia, USA
- 22 września 1988 – koncert w Sundome, University of Southern Florida, Tampa, Floryda, USA
- 23 września 1988 – koncert w Miami Arena, Miami, Floryda, USA
- 24 września 1988 – koncert w Miami Arena, Miami, Floryda, USA
- 25 września 1988 – koncert w Hibernia Pavilion, The Audubon Zoo, Nowy Orlean, Luizjana, USA

Interstate 88 III
Część trzecia: Jesienne tournée po Wschodnim Wybrzeżu (pocz. 13 października 1988)
- 13 października 1988 – koncert w The Tower Theatre, Upper Darby, Pensylwania, USA
- 14 października 1988 – koncert w The Tower Theatre, Upper Darby, Pensylwania, USA
- 16 października 1988 – koncert w Radio City Music Hall, Nowy Jork, Nowy Jork, USA
- 17 października 1988 – koncert w Radio City Music Hall, Nowy Jork, Nowy Jork, USA
- 19 października 1988 – koncert w Radio City Music Hall, Nowy Jork, Nowy Jork, USA

1989
Część czwarta: Letnie europejskie tournée 1989 (pocz. 27 maja 1989)
- 28 maja 1989 – koncert w Globe Arena, Sztokholm, Szwecja
- 3 czerwca 1989 – koncert w Simmonscourt, R.D.S., Dublin, Irlandia
- 7 czerwca 1989 – koncert w International Arena, National Exhibition Center, Birmingham, Anglia
- 10 czerwca 1989 – koncert w Statenhal, Haga, Holandia
- 11 czerwca 1989 – koncert w Vorst National, Bruksela, Belgia
- 13 czerwca 1989 – koncert w Les Arenes, Frejus, Francja
- 15 czerwca 1989 – koncert w Palacio de los Deportes, Madryt, Hiszpania
- 16 czerwca 1989 – koncert w Palacio Municipal Deportes Montjuic, Barcelona, Hiszpania
- 19 czerwca 1989 – koncert w Palatrussadi di Milano, Mediolan, Włochy
- 21 czerwca 1989 – koncert w Stadio Lamberti, Cava de’Tirreni, Włochy
- 24 czerwca 1989 – koncert w Acikhava Tiyatrosu, Stambuł, Turcja
- 26 czerwca 1989 – koncert w Patras Festival, Ethniko Stadio, Patras, Grecja
- 27 czerwca 1989 – koncert w Philopappos, Ateny, Grecja

Część piąta: Letnie tournée po Ameryce Północnej (pocz. 1 lipca 1989)
- 1 lipca 1989 – koncert w Civic Center Arena, Peoria, Illinois
- 3 lipca 1989 – koncert w Marcus Amphitheater w Milwaukee, stan Wisconsin, USA
- 12 lipca 1989 – koncert w Allentown Fairground w Allentown, stan Pensylwania, USA
- 16 lipca 1989 – koncert w Lake Compounce Festival Park, Bristol, Connecticut
- 20 lipca 1989 – koncert w Bally’s Grand Hotel, Atlantic City, New Jersey
- 25 lipca 1989 – koncert w Fingerlakes Performinga Arts Center, Canandaigua, Nowy Jork
- 28 lipca 1989 – koncert w Civic Arena w Pittsburgu, stan Pensylwania, USA
- 30 lipca 1989 – koncert w Ottawa Civic Centre Arena, Ottawa, Ontario, Kanada
- 3 sierpnia 1989 – koncert w Harriet Island, St.Paul, Minnesota, USA
- 6 sierpnia 1989 – koncert w Cooper Stadium, Columbus, Ohio, USA
- 9 sierpnia 1989 – koncert w The Muny, Forest Park, St. Louis, Missouri, USA
- 12 sierpnia 1989 – koncert w Kings Dominion Amusement Park, Doswell, Wirginia, USA
- 13 sierpnia 1989 – koncert w The Paladium, Carowinds Amusement Park, Charlotte, Karolina Północna, USA
- 16 sierpnia 1989 – koncert w Troy G. Chastain Memorial Park Amphitheatre, Atlanta, Georgia, USA
- 18 sierpnia 1989 – koncert we Freedom Hall, Louisville, Kentucky, USA
- 19 sierpnia 1989 – koncert w Illinois State Fair Grandstand, Springfield, Illinois, USA
- 20 sierpnia 1989 – koncert w Starwood Amphitheatre, Nashville, Tennessee, USA
- 22 sierpnia 1989 – koncert w Sandstone Amphitheatre, Bonner Springs, Kansas, USA
- 25 sierpnia 1989 – koncert w Kiefer UNO Lakefront Arena, Nowy Orlean, Luizjana, USA
- 29 sierpnia 1989 – koncert w Pan American Center, Las Cruces, Nowy Meksyk, USA
- 1 września 1989 – koncert w Park West w Park City, stan Utah, USA
- 6 września 1989 – koncert w Starlight Bowl, San Diego, Kalifornia, USA
- 8 września 1989 – koncert w Pacific Amphitheater, Costa Mesa, Kalifornia, USA
- 9 września 1989 – koncert w Greek Theatre, Hollywood, Los Angeles, Kalifornia, USA

Część szósta: Jesienne tournée po USA (pocz. 10 października 1989)
- 11 października 1989 – koncert w The Beacon Theatre, Nowy Jork, Nowy Jork, USA
- 15 października 1989 – koncert w The Tower Theatre, Upper Darby, Pensylwania, USA
- 17 października 1989 – koncert w Constitution Hall, Waszyngton, Dystrykt Kolumbia, USA
- 24 października 1989 – koncert w The Opera House, Boston, Massachusetts, USA
- 27 października 1989 – koncert w Houston Fieldhouse, Renselleaer Polytechnic Institute, Troy, Nowy Jork, USA
- 29 października 1989 – koncert w Ben Light Gymnasium, Ithaca College, Ithaca, Nowy Jork, USA
- 31 października 1989 – koncert w Arie Crown Theater, Chicago, Illinois, USA
- 1 listopada 1989 – koncert w Hill Auditorium na University of Michian w Ann Arbor, stan Michigan, USA
- 2 listopada 1989 – koncert w State Theater, Cleveland, Ohio, USA

1990
Część 7 Never Ending Tour: Fastbreak Tour (pocz. 12 stycznia 1990)
- 12 stycznia 1990 – koncert w Toad’s Place w New Haven Connecticut
- 14 stycznia 1990 – koncert w Recreation Hall na Pennsylvania State University w State College, Pensylwania
- 25 stycznia 1990 – koncert w Sambodromo w Rio de Janeiro, Brazylia
- 29 stycznia 1990 – koncert w Theatre de Grand Rex w Paryżu, Francja
- 31 stycznia 1990 – koncert w Theatre de Grand Rex w Paryżu, Francja
- 3 lutego 1990 – koncert w Hammersmith Odeon w Londynie, Anglia, Wielka Brytania
- 6 lutego 1990 – koncert w Hammersmith Odeon w Londynie, Anglia, Wielka Brytania
- 7 lutego 1990 – koncert w Hammersmith Odeon w Londynie, Anglia, Wielka Brytania
- 8 lutego 1990 – koncert w Hammersmith Odeon w Londynie, Anglia, Wielka Brytania

Część 8: Wiosenne tournée po Północnej Ameryce (pocz. 29 maja 1990)
- 29 maja 1990 – koncert w Sporting Auditorium na Uniwersytecie Montrealskim, Montreal, prow. Quebec, Kanada
- 30 maja 1990 – koncert w Community Memorial Area w Kingston Memorial Centre w Kingston, Ontario, Kanada
- 1 czerwca 1990 – koncert w Ottawa National Arts Center Opera w Ottawie, Ontario, Kanada
- 2 czerwca 1990 – koncert w Ottawa National Arts Center Opera w Ottawie, prow. Ontario, Kanada
- 4 czerwca 1990 – koncert w Alumni Hall na University of Western Ontario w London, Ontario, Kanada
- 5 czerwca 1990 – koncert w O’Keefe Centre for the Performing Arts w Toronto, prow. Ontario, Kanada
- 6 czerwca 1990 – koncert w O’Keefe Centre for the Performing Arts w Toronto, Ontario, Kanada
- 9 czerwca 1990 – koncert w Alpine Valley Music Theatre w East Troy, stan Wisconsin, USA
- 10 czerwca 1990 – koncert w Adler Theater w Davenport, Iowa, USA
- 12 czerwca 1990 – koncert w Civic Center w La Crosce, stan Wisconsin, USA
- 13 czerwca 1990 – koncert w Municipal Auditorium w Sioux Falls, Dakota Południowa, USA
- 14 czerwca 1990 – koncert w Civic Center w Fargo, Dakota Północna, USA
- 17 czerwca 1990 – koncert w Centennial Centre Concert Hall w Winnipeg w prow. Manitoba, Kanada
- 18 czerwca 1990 – koncert w Centennial Centre Concert Hall w Winnipeg w prow. Manitoba w Kanadzie

Część 9: Europejskie tournée Letni Festiwal (pocz. 27 czerwca 1990)
- 27 czerwca 1990 – koncert w Laugardalsholl w Reykjavíku, Islandia
- 29 czerwca 1990 – koncert w Dyrskuepladsen w Roskilde, Dania (w ramach Roskilde Festival)
- 3 lipca 1990 – koncert w Stadtpark w Hamburgu w Niemczech
- 5 lipca 1990 – koncert w Internationales Congress Centrum w Berlinie, Niemcy
- 7 lipca 1990 – koncert na Torhout-Werchter Rock Festival w Torhout, Belgia
- 8 lipca 1990 – koncert na Torhout-Werchter Rock Festival w Torhout, Belgia
- 9 lipca 1990 – koncert w Casino de Montreux w Montreux, Szwajcaria. W ramach Montreux Jazz Festival

Część 10: Późnoletnie tournée po Północnej Ameryce (pocz. 12 sierpnia 1990)
- 13 sierpnia 1990 – koncert w Jubilee Auditorium w Edmonton w prow. Alberta w Kanadzie
- 16 sierpnia 1990 – koncert w Centennial Hall w Calgary, Alberta, Kanada
- 18 sierpnia 1990 – koncert w Champs de Brionne Music Theater w George, Washington, USA
- 19 sierpnia 1990 – koncert w Memorial Arena w Victorii, Columbia Brytyjska, Kanada
- 20 sierpnia 1990 – koncert w Pacific Coliseum w Vancouver, Columbia Brytyjska, Kanada
- 21 sierpnia 1990 – koncert w Arlene Schnitzer Concert Hall w Portland, Oregon, USA
- 24 sierpnia 1990 – koncert w Colorado State Fair Grandstand w Pueblo, stan Kolorado, USA
- 26 sierpnia 1990 – koncert w State Fair Grandstand w Des Moines, stan Iowa, USA
- 27 sierpnia 1990 – koncert w Holiday Star Music Theater w Merrillville, stan Indiana, USA
- 28 sierpnia 1990 – koncert w Holiday Star Music Theater w Merrillville, Indiana, USA
- 29 sierpnia 1990 – koncert w Minnesota State Fair w Falcon Heights, Minnesota, USA
- 31 sierpnia 1990 – koncert w Bob Devaney Sport Center (w State Fair Park) w Lincoln, Nebrasca, USA
- 2 września 1990 – koncert w Riverfront Amphitheater w Hannibal, stan Missouri, USA
- 4 września 1990 – koncert w Riverpark Amphitheater w Tulsa, Oklahoma, USA
- 5 września 1990 – koncert w Civic Center w Oklahoma City, Oklahoma, USA
- 6 września 1990 – koncert w Fair Park Music Hall w Dallas, Teksas, USA
- 8 września 1990 – koncert w Sunken Garden Theater w San Antonio, Teksas, USA
- 9 września 1990 – koncert w Palmer Auditorium w Austin, stan Teksas, USA
- 11 września 1990 – koncert w Paola Solerli Amphitheater w Santa Fe, Nowy Meksyk, USA
- 12 września 1990 – koncert w Mesa Amphitheater w Mesa, Arizona, USA

Część 11: Jesienne tournée po USA (pocz. 11 października 1990)
- 12 października 1990 – koncert w Paramount Performing Arts Center w Springfield, stan Massachusetts, USA
- 13 października 1990 – koncert w Eisnehower Hall Theater w West Point, Nowy Jork, USA
- 15 października 1990 – koncert w The Beacon Theatre w Nowym Jorku, Nowy Jork, USA
- 16 października 1990 – koncert w The Beacon Theatre w Nowym Jorku, Nowy Jork, USA
- 17 października 1990 – koncert w The Beacon Theatre w Nowym Jorku, Nowy Jork, USA
- 18 października 1990 – koncert w The Beacon Theatre w Nowum Jorku, stan Nowy Jork, USA
- 19 października 1990 – koncert w The Beacon Theatre w Nowym Jorku, Nowy Jork, USA
- 21 października 1990 – koncert w Richmond Mosque w Richmond, stan Wirginia, USA
- 23 października 1990 – koncert w Charleston Municipal Auditorium w Charleston, West Virginia, USA
- 25 października 1990 – koncert w Ted Smith Coliseum na University of Mississippi w Oxford, stan Missisipi
- 28 października 1990 – koncert w The Coliseum na University of Georgia w Athens, Georgia, USA
- 2 listopada 1990 – koncert w Memorial Coliseum w Lexington, Kentucky, USA
- 4 listopada 1990 – koncert w The Fox Theater w St. Louis, stan Missouri, USA
- 9 listopada 1990 – koncert w Fox Theater w Chicago, Illinois, USA
- 12 listopada 1990 – koncert w Wharton Center na University of Michigan w East Lansing, Michigan, USA
- 14 listopada 1990 – koncert w Brayden Auditorium w Normal, stan Illinois, USA
- 16 listopada 1990 – koncert w Palace Theater w Columbus, stan Ohio, USA
- 17 listopada 1990 – koncert w Music Hall w Cleveland, stan Ohio, USA

1991
Część 12: Drugie Fastbreak tour (pocz. 29 stycznia 1991)
- 28 stycznia 1991 – koncert na Stadion Hallen w Zurichu, Szwajcaria
- 30 stycznia 1991 – koncert na Voorst Nationaal w Brukseli, Belgia
- 9 lutego 1991 – koncert w Hammersmith Odeon w Londynie, Anglia, Wielka Brytania
- 12 lutego 1991 – koncert w Hammersmith Odeon w Londynie, Anglia, Wielka Brytania
- 15 lutego 1991 – koncert w Hammersmith Odeon w Londynie, Anglia, Wielka Brytania
- 17 lutego 1991 – koncert w Hammersmith Odeon w Londynie, Anglia, Wielka Brytania
- 22 lutego 1991 – koncert w Painter’s Mill Music Theater w Owings Mills, Maryland, USA
- 27 lutego 1991 – koncert w Instituto Cultural Cabanas w Guadalajarze, Meksyk
- 2 marca 1991 – koncert w Palacio de los Deportes w Meksyku, Meksyk

Część 13: Wiosenne tournée po USA (pocz. 19 kwietnia 1991)
- 20 kwietnia 1991 – koncert w Oak Mountain Amphitheater w Pelham, Alabama, USA
- 21 kwietnia 1991 – koncert w Memorial Auditorium w Greenville, Karolina Południowa, USA
- 23 kwietnia 1991 – koncert w The Fox Theater w Atlancie, Georgia, USA
- 24 kwietnia 1991 – koncert w City Auditorium w Macon, Georgia, USA
- 27 kwietnia 1991 – koncert w Sunrise Musical Theater w Miami, Floryda, USA
- 1 maja 1991 – koncert w Township Auditorium w Columbii, Karolina Południowa, USA
- 5 maja 1991 – koncert w Memorial Auditorium at Civic Center w Raleigh, Karolina Północna, USA
- 7 maja 1991 – koncert w The Sports Complex na New York State University w Stony Brook, stan Nowy Jork
- 8 maja 1991 – koncert w Palace Theater w Albany, Nowy Jork, USA
- 9 maja 1991 – koncert w Matthews Arena, Northeastern University w Bostonie, Massachusetts, USA
- 12 maja 1991 – koncert w UMass UPC Spring Concert, The Campus Pond w Amherst, Massachusetts, USA

Część 14: Letnie europejskie tournée (pocz. 6 czerwca 1991)
- 6 czerwca 1991 – koncert w Roma Palaeur w Rzymie, Włochy
- 8 czerwca 1991 – koncert w Arena di Milano w Mediolanie, Włochy
- 10 czerwca 1991 – koncert na Stadionie Olimpijskim w Lublanie, Jugosławia (jeszcze)
- 11 czerwca 1991 – koncert na Stadionie Zadjan w Belgradzie, Jugosławia
- 12 czerwca 1991 – koncert na Kisstadion w Budapeszcie, Węgry
- 14 czerwca 1991 – koncert w Eissporthalle, Olympic Stadium w Innsbrucku, Austria
- 15 czerwca 1991 – koncert w Sporthalle w Linzu, Austria
- 17 czerwca 1991 – koncert w Beethovensaal w Liederhalle w Stuttgarcie, Niemcy
- 18 czerwca 1991 – koncert w Sporthalle w Essen, Niemcy
- 19 czerwca 1991 – koncert w Stadthalle w Offenbach, Niemcy
- 21 czerwca 1991 – koncert w Zirkus Krone w Monachium, Niemcy
- 22 czerwca 1991 – koncert w Schlosshof w Bad Mergentheim, Niemcy
- 23 czerwca 1991 – koncert w Stadtpark w Hamburgu, Niemcy
- 25 czerwca 1991 – koncert w Cirkus, Kungliga Djurgarden w Sztokholmie, Szwecja
- 28 czerwca 1991 – koncert w Kalvoya, w Sandvice, Norwegia
- 29 czerwca 1991 – koncert na Midtfyns Festival, w Ringe, Dania

Część 15: Letnie tournée po USA (pocz. 4 lipca 1991)
- 4 lipca 1991 – koncert w Tanglewood Music Shed w Lenox, Massachusetts, USA
- 5 lipca 1991 – koncert w Great Woods Performing Arts Center w Mansfield, Massachusetts, USA
- 6 lipca 1991 – koncert na Hohnan Field w Nashua, New Hampshire, USA
- 10 lipca 1991 – koncert w Lake Champlain Fairground w Essex Junction, Vermont, USA
- 11 lipca 1991 – koncert w Jones Beach Theater, Jones Beach State Park w Wantagh, Nowy Jork, USA
- 13 lipca 1991 – koncert w Garden State Arts Center w Holmdel, New Jersey, USA
- 16 lipca 1991 – koncert w IC Light Amphitheater w Pittsburghu, Pennsylvania, USA
- 17 lipca 1991 – koncert w The Flats, Nautica w Cleveland, Ohio, USA
- 19 lipca 1991 – koncert w Filene Center, Wolf Trap Farm Park for the Performing Arts w Viennie, Virginia, USA
- 20 lipca 1991 – koncert w Filene Center, Wolf Trap Farm Park for the Performing Arts w Viennie, Virginia, USA
- 21 lipca 1991 – koncert w Kings Dominion Amusement Park w Doswell, Virginia, USA
- 24 lipca 1991 – koncert w The Thames River Pavilion w Groton, Connecticut, USA
- 26 lipca 1991 – koncert w Kingswood Music Theatre w Maple, Ontario, Kanada
- 27 lipca 1991 – koncert w Lakeside Amphitheater, Darien Lake Amusement Park, Darien Center w Corfu, Nowy Jork, USA

Część 16: Tournée po Ameryce Południowej (pocz. 8 sierpnia 1991)
- 8 sierpnia 1991 – koncert na Estadio Obras w Buenos Aires, Argentyna
- 10 sierpnia 1991 – koncert na Estadio Obras w Buenos Aires, Argentyna
- 12 sierpnia 1991 – koncert w Cirilindas Municipal w Montevideo, Urugwaj
- 14 sierpnia 1991 – koncert na Gigantinho w Puerto Alegre, Brazylia
- 16 sierpnia 1991 – koncert w Palace Theatre w São Paulo, Brazylia
- 19 sierpnia 1991 – koncert w Mineirinho w Belo Horizonte, Brazylia

Część 17: Jesienne tournée po USA (pocz. 24 października 1991)
- 26 października 1991 – koncert w Sunken Garden Theater w San Antonio, Teksas, USA
- 27 października 1991 – koncert w Lubbock Memorial Center w Lubbock, Teksas, USA
- 1 listopada 1991 – koncert w Midland Theater w Kansas City, Missouri, USA
- 2 listopada 1991 – koncert w C.Y. Stevens Auditorium w Ames, stan Iowa
- 4 listopada 1991 – koncert w McCaw Hall, The Northwestern University w Evanston, Illinois, USA
- 6 listopada 1991 – koncert w C. Morris Civic Auditorium w South Band, Indiana, USA
- 8 listopada 1991 – koncert w The Whitney Hall w Louisville, Kentucky, USA
- 9 listopada 1991 – koncert w Memorial Hall w Dayton, Ohio, USA
- 10 listopada 1991 – koncert w Murat Temple w Indianapolis, stan Indiana
- 12 listopada 1991 – koncert w The Fox Theater w Detroit, Michigan, USA
- 13 listopada 1991 – koncert w E.J. Thomas Performing Arts Center na University of Akron w Akron, stan Ohio
- 15 listopada 1991 – koncert w F.M. Kirby Center w Wilkes-Barre, stan Pensylwania
- 16 listopada 1991 – koncert w Woolsey Hall na kampusie Uniwersytetu Yale w New Haven, stan Connecticut
- 18 listopada 1991 – koncert w Stanley Performing Arts Center w Utica, Nowy Jork, USA
- 19 listopada 1991 – koncert w Warner Theatre w Civic Center w Erie, stan Pensylwania
- 20 listopada 1991 – koncert w University Hall na University of Virginia w Charlottesville, stan Wirginia

1992
Część 18: Australijskie tournée (pocz. 18 marca 1992)
- 18 marca 1992 – koncert w Perth Entertainment Center w Perth, Zachodnia Australia, Australia
- 21 marca 1992 – koncert w Adelaide Entertainment Center w Adelaide w Australii Południowej w Australii
- 23 marca 1992 – koncert w State Theatre w Sydney w Nowej Południowej Walii w Australii
- 24 marca 1992 – koncert w State Theatre w Sydney w Nowej Południowej Walii w Australii
- 25 marca 1992 – koncert w State Theatre w Sydney w Nowej Południowej Walii w Australii
- 28 marca 1992- koncert w Entertainment Center w Brisbane, Queensland, Australia
- 29 marca 1992 – koncert w Royal Theatre w Canberze, Australian Capitol Territory, Australia
- 1 kwietnia 1992 – koncert w Palais Theatre w Melbourne, Victoria, Australia
- 2 kwietnia 1992 – koncert w Palais Theatre w Melbourne, Victoria, Australia
- 3 kwietnia 1992 – koncert w Palais Theatre w Melbourne, Victoria, Australia
- 5 kwietnia 1992 – koncert w Palais Theatre w Melbourne, Victoria, Australia
- 6 kwietnia 1992 – koncert w Palais Theatre w Melbourne, Victoria, Australia
- 7 kwietnia 1992 – koncert w Palais Theatre w Melbourne, Victoria, Australia
- 10 kwietnia 1992 – koncert w Silver Dome w Launceston na Tasmanii, Australia
- 11 kwietnia 1992 – koncert w Derwent Centre w Hobart na Tasmanii, Australia
- 13 kwietnia 1992 – koncert w State Theatre w Sydney, Nowa Południowa Walia, Australia
- 15 kwietnia 1992 – koncert w State Theatre w Sydney w Nowej Południowej Walii w Australii
- 16 kwietnia 1992 – koncert w State Theatre w Sydney w Nowej Południowej Walii w Australii
- 18 kwietnia 1992 – koncert w Super Pop Tent w Auckland w Nowej Zelandii

Część 19: Wiosenne amerykańskie tournée po Zachodnim Wybrzeżu (pocz. 22 kwietnia 1992)
- 24 kwietnia 1992 – koncert w Waikiki Shell w Waikiki, Hawaje, USA
- 27 kwietnia 1992 – koncert w Paramount Theater w Seattle, Washington, USA
- 1 maja 1992 – koncert w Davis Pavilion w Red Bluff, Kalifornia, USA
- 4 maja 1992 – koncert w The Warfield Theater w San Francisco, stan Kalifornia
- 9 maja 1992 – koncert w San Jose Event State Center w San Jose, Kalifornia, USA
- 11 maja 1992 – koncert w The Arlington Theater w Santa Barbara, stan Kalifornia
- 13 maja 1992 – koncert w Pantages Theatre w Hollywood, Los Angeles, Kalifornia, USA
- 16 maja 1992 – koncert w Pantages Theatre w Hollywood, Los Angeles, Kalifornia, USA
- 19 maja 1992 – koncert w Pantages Theatre w Hollywood w Los Angeles w Kalifornii
- 20 maja 1992 – koncert w Pantages Theatre w Hollywood w Los Angeles w Kalifornii
- 21 maja 1992 – koncert w Pantages Theatre w Hollywood w Los Angeles w Kalifornii
- 23 maja 1992 – koncert w Bally’s Goldwin Events Center w Las Vegas, Nevada, USA

- Część 20: Tournée Europejski letni festiwal (pocz. 26 czerwca 1992)
- 26 czerwca 1992 – koncert w Sjoslaget, Stora Scenen, Vattenfalls parkeringsplats, Nora Hamnen w Lulei, Szwecja
- 28 czerwca 1992 – koncert w Tradgardsforeningen w Göteborgu, Szwecja
- 30 czerwca 1992 – koncert w Cote d’Opale, Kursaal w Dunkierce, Francja
- 4 lipca 1992 – koncert w Porta Siberia w Genui, Włochy
- 5 lipca 1992 – koncert w Festa Communale Unita w Correggio, Włochy
- 8 lipca 1992 – koncert w Arena Croix Noir w Aoście we Włoszech
- 10 lipca 1992 – koncert na Leysin Rock Festival, Centre des Sports Leysin w Leysin, Szwajcaria

Część 21: Późnoletnie tournée po Ameryce Północnej (pocz. 17 sierpnia 1992)
- 17 sierpnia 1992 – koncert w Massey Hall w Toronto, Ontario, Kanada
- 18 sierpnia 1992 – koncert w Massey Hall w Toronto, Ontario, Kanada
- 20 sierpnia 1992 – koncert w Lake Conneaut Park w Meadville, Pensylwania, USA
- 21 sierpnia 1992 – koncert w Hamilton Place w Hamilton, Ontario, Kanada
- 25 sierpnia 1992 – koncert w Memorial Gardens w Sault Ste Marie, Ontario, Kanada
- 29 sierpnia 1992 – koncert w Orpheum Theater w Minneapolis, Minnesota, USA
- 30 sierpnia 1992 – koncert w Orpheum Theater w Minneapolis, Minnesota, USA
- 31 sierpnia 1992 – Koncert w Orpheum Theater w Minneapolis, Minnesota, USA
- 2 września 1992 – koncert w Orpheum Theater w Minneapolis, Minnesota, USA
- 3 września 1992 – kncert w Orpheum Theater w Minneapolis, Minnesota, USA
- 5 września 1992 – koncert w Orpheum Theater w Minneapolis, Minnesota, USA
- 6 września 1992 – koncert w Liberty Memorial Park w Kansas City, Missouri, USA
- 8 września 1992 – koncert w Joseph Taylor Robinson Memorial Auditorium w Little Rock, Arkansas, USA
- 9 września 1992 – koncert w Municipal Auditorium w Jackson, Missisipi, USA
- 11 września 1992 – koncert w Oak Mountaing Amphitheater w Pelham, Alabama, USA
- 12 września 1992 – koncert w Bayfront Auditorium w Pensacola, stan Floryda
- 13 września 1992 – koncert w Heymann Performing Arts Center w Lafayette, Luizjana, USA

Część 22: Jesienne tournée po USA (pocz. 9 października 1992)
- 9 października 1992 – koncert w A.J. Palumbo Theatre w Pittsburgu, Pensylwania, USA
- 10 października 1992 – koncert w Thomas Fieldhouse, Lock Haven University w Lock Haven, Pensylwania, USA
- 11 października 1992 – koncert w Eastman Theatre w Rochester, Nowy Jork, USA
- 23 października 1992 – koncert w Bob Carpenter Center, University of Delaware w Newark, Delaware, USA
- 27 października 1992 – koncert w Burlington Memorial Auditorium w Burlington, Vermont, USA
- 28 października 1992 – koncert w Paramount Performing Arts Center w Springfield, Massachusetts, USA
- 30 października 1992 – koncert w An Open Tent, Endicott College w Beverly, Massachusetts, USA
- 1 listopada 1992 – koncert w F.M. Kirby Center w Wilkes*Barre, Pensylwania, USA
- 11 listopada 1992 – koncert w Ruth Eckerd Hall w Clearwater, Floryda, USA
- 13 listopada 1992 – koncert w Sunrise Music Center w Sunrise, Floryda, USA

1993
Część 23: Zimowe tournée po Europie (pocz. 5 lutego 1993)
- 5 lutego 1993 – koncert w The Point Depot w Dublinie, Irlandia
- 7 lutego 1993 – koncert w Hammersmith Apollo w Londynie, Anglia, Wielka Brytania
- 8 lutego 1993 – koncert w Hammersmith Apollo w Londynie w Anglii
- 9 lutego 1993 – koncert w Hammersmith Apollo w Londynie w Anglii
- 11 lutego 1993 – koncert w Hammersmith Apollo w Londynie w Anglii
- 12 lutego 1993 – koncert w Hammersmith Apollo w Londynie w Anglii
- 13 lutego 1993 – koncert w Hammersmith Apollo w Londynie w Anglii
- 15 lutego 1993 – koncert w Vredenurg w Utrechcie, Holandia
- 16 lutego 1993 – koncert w Vredenurg w Utrechcie, Holandia
- 17 lutego 1993 – koncert w Muziekcentrum Fritz Philips w Eindhoven, Holandia
- 18 lutego 1993 – koncert w Muzik Halle w Hannoverze, Niemcy
- 20 lutego 1993 – koncert w Rhein-Main-Halle w Wiesbaden, Niemcy
- 21 lutego 1993 – koncert w Centre Sportif w Petange, Luksemburg
- 23 lutego 1993 – koncert w Le Zenith w Paryżu, Francja
- 25 lutego 1993 – koncert w Mansfield Leisure Centre w Belfaście, Północna Irlandia, Wielka Brytania

Część 24: Wiosenne tournée po USA (pocz. 12 kwietnia 1993)
- 21 kwietnia 1993 – koncert w Civic Center Theater w Monroe, Luizjana, USA

Część 25: Europejskie letnie tournée (pocz. 12 kwietnia 1993)
- 17 czerwca 1993 – koncert w Mann Auditorium, Tel-Aviv, Izrael
- 19 czerwca 1993 – koncert w Amphitheatre Dimoi, Beersheba, Izrael
- 23 czerwca 1993 – koncert w Theatron Lykavitou, Ateny, Grecja

Część 26: Jesienne tournée po USA z Santaną (pocz. 20 sierpnia 1993)
- 22 sierpnia 1993 – koncert w Pacific Coliseum, Vancouver, Columbia Brytyjska, Kanada
- 10 września 1993 – koncert w Jones Beach Theater, Jones Beach State Park, Wantagh, Nowy Jork, USA
- 11 września 1993 – koncert w Jones Beach Theater w Jones Beach State Park w Wantagh, stan Nowy Jork
- 12 września 1993 – koncert w Great Woods Performing Arts Center, Mansfield, Massachusetts, USA
- 14 września 1993 – koncert w Garden State Arts Center, Holmdel, New Jersey, USA
- 17 września 1993 – koncert w Blockbuster Pavilion, Charlotte, Karolina Północna, USA
- 18 września 1993 – koncert w Troy G. Chastain Memorial Park Amphitheatre, Atlanta, Georgia, USA
- 19 września 1993 – koncert w Walnut Creek Amphitheatre w Releigh, stan Karolina Północna
- 21 września 1993 – koncert w Sundome, Tampa, Floryda, USA
- 22 września 1993 – koncert w James L. Knight Center, Miami, Floryda, USA
- 23 września 1993 – koncert w South Florida Sundome, West Palm Beach, Floryda, USA

1994
Część 29: Wiosenne tournée po USA (pocz. 5 kwietnia 1994)
- 30 kwietnia 1994 – koncert w Hammond Hall, South West Missouri State University, Springfield, Missouri, USA
- 1 maja 1994 – koncert w Jesse Auditorium, Columbia, Missouri, USA
- 3 maja 1994 – koncert na Roberts Stadium, Evansville, Indiana, USA
- 5 maja 1994 – koncert w Viking Hall, Bristol University, Bristol, Tennessee, USA
- 6 maja 1994 – koncert w Memorial Auditorium, Spartenburg, Karolina Południowa, USA
- 7 maja 1994 – koncert w Memorial Coliseum, Chattanooga, Tennessee, USA
- 8 maja 1994 – koncert na The River Stage, Tom Lee Park, Memphis, Tennessee, USA

Część 30: Letnie europejskie tournée (pocz. 3 lipca 1994)
- 3 lipca 1994 – koncert na La Fete de la Fraternite, Parc Departamental du Bourget, Paryż, Francja. Koncert wcześniejszy
- 7 lipca 1994 – koncert na Stadio Communale, San Remo, Włochy
- 25 lipca 1994 – koncert w Ostseehalle, Kiel, Niemcy

Część 31: Letnie tournée po USA (pocz. 10 sierpnia 1994)
- 14 sierpnia 1994 – Festiwal w Woodstock 1994. Bob Dylan koncert na Woodstock ’94, Saugerties, Nowy Jork, USA

Część 32: Jesienne tournée po USA (pocz. 1 października 1994)
- 5 października 1994 – koncert w The State Theater, Portland, Maine, USA
- 8 października 1994 – koncert w The Orpheum Theatre w Bostonie, stan Massachusetts
- 20 października 1994 – koncert w Roseland Ballroom, Nowy Jork, Nowy Jork, USA
- 23 października 1994 – koncert w Landmark Theater, Syracuse, Nowy Jork, USA
- 25 października 1994 – koncert w Kirby Center, Wilkes-Barre, Pensylwania, USA
- 28 października 1994 – koncert w The Tower Theater, Upper Darby, Pensylwania, USA
- 31 października 1994 – koncert w Warner Theater, Waszyngton, District of Columbia, USA
- 9 listopada 1994 – koncert w Ryman Auditorium, Nashville, Tennessee, USA
- 13 listopada 1994 – koncert w House of Blues, Nowy Orlean, Luizjana, USA

1995
Część 33: Europejskie wiosenne tournée (pocz. 11 marca 1995)
- 15 marca 1995 – koncert w Otto Franke Halle, Aschaffenburg, Niemcy
- 27 marca 1995 – koncert w Cardiff International Arena w Cardiff w Walii w Wielkiej Brytanii
- 31 marca 1995 – koncert w Brixton Academy, Londyn, Anglia, Wielka Brytania
- 2 kwietnia 1995 – koncert w Aston Villa Leisure Center w Birmingham w Anglii w Wielkiej Brytanii
- 4 kwietnia 1995 – koncert w Labatts Apollo, Manchester, Anglia, Wielka Brytania
- 7 kwietnia 1995 – koncert w Edinburgh Playhouse, Edynburg, Szkocja, Wielka Brytania
- 10 kwietnia 1995 – koncert w King’s Hall (Belfast), Północna Irlandia, Wielka Brytania
- 11 kwietnia 1995 – koncert w The Point Depot, Dublin, Irlandia

Część 34: Wiosenne tournée po USA (pocz. 10 maja 1995)
- 10 maja 1995 – koncert w Embarcadero Amphitheater, Embarcadero Marine Park South, San Diego, Kalifornia, USA
- 12 maja 1995 – koncert w The Joint, Hard Rock Hotel, Las Vegas, Nevada, USA
- 18 maja 1995 – koncert w Hollywood Palladium Theater, Los Angeles, Kalifornia, USA
- 28 maja 1995 – koncert w Reno Hilton Amphitheater, Reno, Nevada, USA
- 30 maja 1995 – koncert w Hult Center, Eugene, Oregon, USA
- 2 czerwca 1995 – koncert w Paramount Theater, Seattle, Washington, USA
- 6 czerwca 1995 – koncert w Schnitzer Concert Hall, Portland, Oregon, USA
- 7 czerwca 1995 – koncert w Riverfront Park, Spokane, Washington, USA
- 15 czerwca 1995 – koncert na Franklin County Airport, Highgate, Vermont, USA
- 24 czerwca 1995 – koncert na RFK Stadium, Waszyngton, District of Columbia, USA

Część 35: Letnie europejskie tournée (pocz. 29 czerwca 1995)
- 29 czerwca 1995 – Koncert w Spektrum, Oslo, Norwegia
- 1 lipca 1995 – koncert w Dyrskuepladsen w ramach Roskilde Rock Festival, Roskilde, Dania
- 8 lipca 1995 – koncert w Terminal 1, Monachium, Niemcy
- 20 lipca 1995 – koncert w Puerto Deportivo da Cartagena, Cartagena, Hiszpania
- 28 lipca 1995 – koncert w Theatre Romain Antique, Vienne, Francja
- 30 lipca 1995 – koncert w Paleo Festival w Nyon w Szwajcarii

- 2 września 1995 Występ z okazji otwarcia Rock and Hall of Fame Museum, Cleveland, Ohio, USA (koncert poza „Klasycznym jesiennym tournée”)

Część 36: Klasyczne jesienne tournée (pocz. 23 września 1995)
- 23 września 1995 – koncert w The Edge, Fort Lauderdale, Floryda, USA
- 27 września 1995 – koncert w Lee Civic Center, Fort Myers, Floryda, USA
- 28 września 1995 – koncert w Sunrise Music Center, Sunrise, Floryda, USA
- 29 września 1995 – koncert w Sunrise Music Center, Sunrise, Floryda, USA
- 30 września 1995 – koncert w Sundome, University of South Florida, Tampa, Floryda, USA
- 12 października 1995 – koncert w Dothan Civic Center, Dothan, Alabama, USA
- 24 października 1995 – koncert w Target Center, Minneapolis, Minnesota, USA
- 29 października 1995 – koncert w Juanita K. Hammons Hall for the Performing Arts, Springfield, Missouri, USA
- 5 listopada 1995 – koncert w Austin Music Hall, Austin, Teksas, USA
- 11 listopada 1995 – koncert w The Joint, Hard Rock Hotel, Las Vegas, Nevada, USA

Część 37: Tournée Raj utracony (pocz. 7 grudnia 1995)
- 8 grudnia 1995 – koncert w Worcester Auditorium, Worcester, Massachusetts, USA
- 10 grudnia 1995 – koncert w The Orpheum Theatre, Boston, Massachusetts, USA
- 11 grudnia 1995 – koncert w The Beacon Theatre, Nowy Jork, Nowy Jork, USA
- 14 grudnia 1995 – Koncert w The Beacon Theatre, Nowy Jork, Nowy Jork, USA

1996
Część 38: Wiosenne tournée po USA i Kanadzie (pocz. 13 kwietnia 1996)
- 14 kwietnia 1996 – koncert w Palace Theater, New Haven, Connecticut, USA
- 23 kwietnia 1996 – koncert w Hutchins Concert Hall, Maine Center for the Performing Arts, University of Maine, Orono, Maine, USA
- 1 maja 1996 – koncert w Mid-Hudson Civic Center, Poughkeepsie, Nowy Jork, USA
- 5 maja 1996 – koncert w Miller Lite Stage, 3rd Annual Music Midtown, Atlanta, Georgia, USA
- 8 maja 1996 – koncert w The Palace, Columbus, Ohio, USA
- 11 maja 1996 – koncert w Houston Gym, Sports Arena, Buffalo State College, Buffalo, Nowy Jork, USA
- 14 maja 1996 – koncert w Michigan Theater, Ann Arbor, Michigan, USA
- 16 maja 1996 – koncert w Pine Knob Music Theatre, Clarkston, Michigan, USA
- 18 maja 1996 – koncert w Coca Cola Star Lake Amphitheater, Burgettstown, Pennsylvania, USA

Część 39: Letnie europejskie tournée (pocz. 15 czerwca 1996)
- 15 czerwca 1996 – koncert w Tangkrogen, Århus, Dania. Z okazji Århus Festival
- 29 czerwca 1996 – koncert w Hyde Park, Londyn, Anglia, Wielka Brytania. Concert for the Prince’s Trust
- 18 lipca 1996 – koncert w Spektrum, Oslo, Norwegia
- 24 lipca 1996 – koncert w Den Gra Hal, Fristaden Christiania, Kopenhaga, Dania

- 3 sierpnia 1996 – koncert w House of Blues, Atlanta, Georgia, USA

Część 40: Amerykańskie jesienne tournée (pocz. 17 października 1996)
- 20 października 1996 – koncert w Mesa Amphitheater, Mesa, Arizona, USA
- 25 października 1996 – koncert w Bronco Bowl. Dallas, Teksas, USA
- 1 listopada 1996 – koncert w Tupelo Coliseum Arena, Tupelo, Missisipi, USA
- 2 listopada 1996 – koncert w Alabama Theater. Birmingham, Alabama, USA
- 3 listopada 1996 – koncert w Soldiers and Sailors Memorial Auditorium, Chattanooga, Tennessee, USA
- 7 listopada 1996 – koncert w Memorial Hall, Dayton, Ohio, USA
- 9 listopada 1996 – koncert w Eagles Ballroom, Milwaukee, Wisconsin, USA
- 10 listopada 1996 – koncert w Civic Center Arena, Mankato, Minnesota, USA
- 12 listopada 1996 – koncert w Five Flags Center Arena, Dubuque, Iowa, USA
- 13 listopada 1996 – koncert w Dane County Memorial Coliseum, Madison, Wisconsin, USA
- 15 listopada 1996 – koncert w Stephens Auditorium, Stephens College. Columbia, Missouri, USA
- 16 listopada 1996 – koncert w Adler Theater, Davenport, Iowa, USA
- 17 listopada 1996 – koncert w Auditorium, University of Indiana. Bloomington, Indiana, USA
- 19 listopada 1996 – koncert na Wings Stadium. Kalamazoo, Michigan, USA
- 20 listopada 1996 – koncert w MSU Auditorium, Michigan State University. East Lansing, Michigan, USA
- 21 listopada 1996 – koncert w Hill Auditorium, University of Michigan. Ann Arbor, Michigan, USA
- 22 listopada 1996 – koncert w Morris Civic Auditorium, South Bend, Indiana, USA
- 23 listopada 1996 – koncert w E.J. Thomas Performing Arts Hall, University of Akron. Akron, Ohio, USA

1997
Część 41: Japońskie tournée (pocz. 9 lutego 1997)
- 9 lutego 1997 – koncert w Hall A, Tokyo International Forum. Tokyo, Japonia
- 10 lutego 1997 – koncert w Hall A, Tokyo International Forum. Tokyo, Japonia
- 18 lutego 1997 – koncert w Festival Hall. Osaka, Japonia
- 22 lutego 1997 – koncert w Kenmin Kaikan, Akita Prefecture Cultural Hall. Akita, Japonia
- 24 lutego 1997 – koncert w Kosei Nenkin Kaikan, Sapporo, Japonia

Część 42: Wiosenne tournée po USA i Kanadzie (pocz. 31 marca 1997)
- 31 marca 1997 – koncert na St. Jones Memorial Stadium, St. Jones, Nowa Fundlandia, Kanada
- 5 kwietnia 1997 – koncert w Moncton Coliseum w Moncton w prow. Nowy Brunszwik w Kanadzie
- 7 kwietnia 1997 – koncert w Aitken Center, University of New Brunswick. Fredericton, Nowy Brunszwik, Kanada
- 10 kwietnia 1997 – koncert w Sullivan Gym, University of Southern Maine. Portland, Maine, USA
- 13 kwietnia 1997 – koncert w Recreation Center, William Paterson College. Wayne, New Jersey, USA
- 18 kwietnia 1997 – koncert w Recreation & Convocation Center, State University of New York at Albany. Albany, Nowy Jork, USA
- 24 kwietnia 1997 – koncert w Hamilton College, Stanley Performing Arts Center. Utica, Nowy Jork, USA
- 25 kwietnia 1997 – koncert w Reilly Center Arena, St. Bonaventure University. Olean, Nowy Jork, USA

Część 43: Letnie tournée po USA i Kanadzie (pocz. 3 sierpnia 1997)
- 3 sierpnia 1997 – koncert w Loon Mountain. Lincoln, New Hampshire, USA
- 5 sierpnia 1997 – koncert na Du Maurier Stadium, Montreal, Quebec, Kanada
- 8 sierpnia 1997 – koncert w Darien Lake Performing Arts Center, Darien Center. Syracuze, Nowy Jork, USA
- 9 sierpnia 1997 – koncert w Coca Cola Star Lake Amphitheater, Burgettstown, Pensylwania, USA
- 10 sierpnia 1997 – koncert w Pine Knob Music Theatre, Clarkston, Michigan, USA
- 13 sierpnia 1997 – koncert w Star Pavilion, Hershey, Pennsylvania, USA
- 17 sierpnia 1997 – koncert w Jones Beach Theater, Jones Beach State Park. Wantagh, Nowy Jork, USA
- 22 sierpnia 1997 – koncert w GTE Amphitheater, Virginia Beach, Virginia, USA
- 24 sierpnia 1997 – koncert w Filene Center, Wolf Trap Farm Park for Performing Arts. Vienna, Virginia, USA
- 26 sierpnia 1997 – koncert w Blossom Music Center, Cuyahoga Falls, Ohio, USA
- 27 sierpnia 1997 – koncert w Deer Creek Music Center, Noblesville, Indiana, USA
- 28 sierpnia 1997 – koncert w World Music Theatre, Tinley Park, Illinois, USA
- 29 sierpnia 1997 – koncert na Midway Stadium, St. Paul, Minnesota, USA
- 31 sierpnia 1997 – koncert na Main Stage, Liberty Park. Kansas City, Missouri, USA. W ramach Spirit Fest

Część 44: Jesienne tournée po Wielkiej Brytanii (pocz.1 października 1997)
- 1 października 1997 – koncert w Bournemouth International Centre, Bournemouth, Anglia, Wielka Brytania
- 3 października 1997 – koncert w Cardiff International Centre Arena, Cardiff, Walia, Wielka Brytania
- 5 października 1997 – koncert na Wembley Arena, Londyn, Anglia, Wielka Brytania

Część 45: Jesienne tournée po USA (pocz. 24 października 1997)
- 24 października 1997 – koncert w Humphrey Coliseum, Mississippi State University. Starkville, Missisipi, USA
- 25 października 1997 – koncert w Thalia Mara Hall, City Auditorium. Jackson, Missisipi, USA
- 28 października 1997 – koncert w Exhibition Hall, Classic Center. Athens, Georgia, USA
- 30 października 1997 – koncert w Columbus Civic Center, Columbus, Georgia, USA
- 31 października 1997 – koncert w Coleman Coliseum, University of Alabama. Tuscaloosa, Alabama, USA
- 1 listopada 1997 – koncert w Thomas Wolfe Auditorium, Asheville Civic Center. Asheville, Karolina Północna, USA
- 4 listopada 1997 – koncert w Civic Auditorium, Knoxville, Tennessee, USA
- 5 listopada 1997 – koncert w Huntington Civic Center Arena, Huntington, West Virginia, USA
- 8 listopada 1997 – koncert w Dayton Hara Arena, Dayton, Ohio, USA
- 9 listopada 1997 – koncert w Auditorium, University of Indiana. Bloomington, Indiana, USA
- 11 listopada 1997 – koncert w Dan & Ada Rise Athletic Center, Benedictine University. Lisle, Illinois, USA
- 12 listopada 1997 – koncert w Eagles Ballroom, Milwaukee, Wisconsin, USA
- 14 listopada 1997 – koncert w San Jose Arena, San Jose, Kalifornia, USA

Część 46: Zimowe klubowe tournée po USA (pocz. 1 grudnia 1997)
- 1 grudnia 1997 – koncert w Roxy, Atlanta, Georgia, USA
- 2 grudnia 1997 – koncert w Roxy, Atlanta, Georgia, USA
- 4 grudnia 1997 – koncert w 9/30 Club, Waszyngton, D.C., USA
- 5 grudnia 1997 – koncert w 9/30 Club, Waszyngton, D.C., USA
- 8 grudnia 1997 – koncert na Irving Plaza, Nowy Jork, Nowy Jork, USA
- 9 grudnia 1997 – koncert w Avalon. Boston, Massachusetts, USA
- 10 grudnia 1997 – koncert w Trocadero, Filadelfia, Pennsylvania, USA
- 11 grudnia 1997 – koncert w Trocadero, Filadelfia, Pennsylvania, USA
- 13 grudnia 1997 – koncert w Metro, Chicago, Illinois, USA
- 16 grudnia 1997 – koncert w El Rey Theater, Los Angeles, Kalifornia, USA
- 17 grudnia 1997 – koncert w El Rey Theater, Los Angeles, Kalifornia, USA
- 19 grudnia 1997 – koncert w El Rey Theater, Los Angeles, Kalifornia, USA
- 20 grudnia 1997 – koncert w El Rey Theater, Los Angeles, Kalifornia, USA

1998
Część 47: Zimowe tournée po USA (pocz. 13 stycznia 1998)
- 13 stycznia 1998 – koncert w Garde Arts Center w New London, stan Connecticut, USA
- 16 stycznia 1998 – koncert w The Theater, Madison Square Garden. Nowy Jork, Nowy Jork, USA
- 18 stycznia 1998 – koncert w The Theater w Madison Square Garden w Nowym Jorku, USA
- 20 stycznia 1998 – koncert w The Theater, Madison Square Garden. Nowy Jork, Nowy Jork, USA
- 21 stycznia 1998 – koncert w The Theater, Madison Square Garden. Nowy Jork, Nowy Jork, USA
- 23 stycznia 1998 – koncert we Fleet Center w Bostonie, stan Massachusetts, USA
- 24 stycznia 1998 – koncert we Fleet Center, Boston, Massachusetts, USA
- 27 stycznia 1998 – koncert w Mid-Hudson Arena w Poughkeepsie, stan Nowy Jork
- 30 stycznia 1998 – koncert w Tilles Center w C.W. Post College w Brookville, stan Nowy Jork
- 31 stycznia 1998 – koncert w Mark G. Etess Arena, Taj Mahal. Atlantic City, New Jersey, USA
- 1 lutego 1998 – koncert w Prudential Hall, New Jersey Performing Arts Center. Newark, New Jersey, USA
- 2 lutego 1998 – koncert w Symphony Hall, Springfield, Massachusetts, USA
- 14 lutego 1998 – koncert w Public Hall w Cleveland, stan Ohio
- 15 lutego 1998 – koncert w John F. Savage Hall, University of Toledo. Toledo, Ohio, USA
- 17 lutego 1998 – koncert w Fox Theater, St. Louis, Missouri, USA
- 19 lutego 1998 – koncert w Cincinnati Gardens, Cincinnati, Ohio, USA
- 20 lutego 1998 – koncert w Viking Hall, Bristol University. Bristol, Tennessee, USA
- 22 lutego 1998 – koncert w Patriot Center, George Mason University. Fairfax, Virginia, USA

Część 48: Południowoamerykańskie tournée z The Rolling Stones (pocz. 30 marca 1998)
- 30 marca 1998 – koncert w Cameo Theater w Miami na Florydzie
- 4 kwietnia 1998 – koncert na River Plate Stadium, Buenos Aires, Argentyna
- 5 kwietnia 1998 – koncert na River Plate Stadium, Buenos Aires, Argentyna
- 7 kwietnia 1998 – koncert w Bar Opiniao, Puerto Alegre, Brazylia
- 11 kwietnia 1998 – koncert w Sambodromo, Praca da Apoteose. Rio de Janeiro, Brazylia
- 15 kwietnia 1998 – koncert w Teatro Monumental, Santiago, Chile

Część 49: Tournée po Zachodnim Wybrzeżu USA i Kanady z Joni Mitchell i Vanem Morrisonem (pocz. 13 maja1998)
- 13 maja 1998 – koncert w The Rage, Vancouver, Brytyjska Columbia, Kanada
- 14 maja 1998 – koncert w General Motors Arena, Vancouver, Brytyjska Columbia, Kanada
- 16 maja 1998 – koncert w The Gorge Amphitheatre, Gorge, Washington, USA
- 17 maja 1998 – koncert w The Gorge Amphitheatre, Gorge, Washington, USA
- 19 maja 1998 – koncert w San Jose Arena, San Jose, Kalifornia, USA
- 21 maja 1998 – koncert w Pauley Pavilion, UCLA. Los Angeles, Kalifornia, USA
- 22 maja 1998 – koncert w Pauley Pavilion, UCLA. Los Angeles, Kalifornia, USA
- 23 maja 1998 – koncert w Pond of Anaheim, Anaheim, Kalifornia, USA

Część 50: Letnie europejskie tournée (pocz. 30 maja 1998)
- 30 maja 1998 – koncert w Nurburgring, Eifel, Niemcy. W ramach Rock Am Ring Festival
- 31 maja 1998 – koncert na Central Stage, Frankenstadion. Norymberga, Niemcy. W ramach Rock Im Park Festival
- 2 czerwca 1998 – koncert w Messehalle 7, Lipsk, Niemcy
- 3 czerwca 1998 – koncert w Waldbühne, Berlin, Niemcy
- 4 czerwca 1998 – koncert w Stadthalle, Rostock, Niemcy.
- 6 czerwca 1998 – koncert w Sibbarps strand, Malmö, Szwecja
- 7 czerwca 1998 – koncert we „Frognerbadet, Oslo, Norwegia. W ramach Norwegian Wood Festival
- 9 czerwca 1998 – koncert w Globe Arena w Sztokholmie w Szwecji
- 10 czerwca 1998 – koncert w Scandinavium, Göteborg, Szwecja
- 11 czerwca 1998 – koncert w Forum, Kopenhaga, Dania
- 12 czerwca 1998 – koncert we „Freileichtbuhne, Stadtpark. Hamburg, Niemcy
- 15 czerwca 1998 – koncert w Sportpaleis Ahoy w Rotterdammie w Holandii
- 17 czerwca 1998 – koncert w Forest National, Bruksela, Belgia
- 20 czerwca 1998 – koncert w Newcastle Arena, Newcastle, Anglia, Wielka Brytania
- 21 czerwca 1998 – koncert w Hall 4 w S.E.C.C. w Glasgow w Szkocji w Wielkiej Brytanii
- 23 czerwca 1998 – koncert w The Arena, Sheffield, Anglia, Wielka Brytania
- 24 czerwca 1998 – koncert w NEC Arena w National Exibition Centre w Birmingham w Anglii
- 25 czerwca 1998 – koncert w NUNEX Arena, Manchester, Anglia, Wielka Brytania
- 26 czerwca 1998 – koncert na Orange Stage, Dyrskuepladsen. Roskilde, Dania. W ramach Roskilde Festival
- 28 czerwca 1998 – koncert w Pyramid Stage, Worthy Farm. Pilton, Anglia, Wielka Brytania
- 30 czerwca 1998 – koncert w Le Zenith w Paryżu we Francji
- 1 lipca 1998 – koncert w The Forum, Dijon, Francja
- 4 lipca 1998 – koncert w Castello Scaligero, Villafranca, Włochy
- 6 lipca 1998 – koncert na Piazza Napoleone, Lucca, Włochy
- 9 lipca 1998 – koncert na Collegno Pellerossa Festival, Turyn, Włochy
- 11 lipca 1998 – koncert na Doctor Music Festival, Escalarre, Hiszpania
- 12 lipca 1998 – koncert na Racetrack, Frauenfeld. Zurych, Szwajcaria. Out in the Green Festival

Część 51: Tournée po Australii i Nowej Zelandii (pocz. 19 sierpnia 1998)
- 19 sierpnia 1998 – koncert w Mercury Lounge, Crown Casino. Melbourne, Victoria, Australia
- 21 sierpnia 1998 – koncert w Melbourne Park, Melbourne, Victoria, Australia
- 26 sierpnia 1998 – koncert w Burswood Dome, Burswood Resort Casino. Perth, Zachodnia Australia, Australia
- 28 sierpnia 1998 – koncert w Darwin Amphitheatre, Darwin, Północne Terytorium, Australia
- 30 sierpnia 1998 – koncert w Townsville Breakwater Entertainment Centre, Townsville, Queensland, Australia
- 1 września 1998 – koncert w Entertainment Center, Brisbane, Queensland, Australia
- 3 września 1998 – koncert w Entertainment Centre w Stoney w Nowej Południowej Walii, Australia
- 4 września 1998 – koncert w Entertainment Centre, Sydney, Nowa Południowa Walia, Australia
- 7 września 1998 – koncert w North Shore Event Centre, Glenfield. Auckland, Nowa Zelandia
- 8 września 1998 – koncert w North Shore Event Centre, Glenfield, w Auckland w Nowej Zelandii
- 10 września 1998 – koncert w Queens Wharf Event Centre, Wellington, Nowa Zelandia
- 12 września 1998 – koncert w Westpac Trust Entertainment Centre, Christchurch, Nowa Zelandia

Część 52: Tournée po Zachodnim Wybrzeżu USA w Vanem Morrisonem (pocz. 17 września 1998)
- 17 września 1998 – koncert w Alexander and Baldwin Amphitheatre, Maui Arts and Cultural Center. Kahului, Maui, Hawaje
- 19 września 1998 – koncert w Arthur L. Andrews Outdoor Theatre, University of Hawaii at Manoa. Honolulu, Hawaje
- 22 września 1998 – koncert w Grandstand, Puyallup State Fair, Western Washington Fairgrounds. Puyallup, Washington, USA
- 24 września 1998 – koncert w McArthur Court, Universitu of Oregon. Portland, Oregon, USA
- 25 września 1998 – koncert w Concord Pavilion w Concord w Kalifornii

Część 53: Jesienne tournée po USA i Kanadzie (pocz. 15 października 1998)
- 16 października 1998 – koncert w Edmonton Coliseum, Edmonton, Alberta, Kanada
- 18 października 1998 – koncert w Saskatchewan Place, Saskatoon, Saskatchewan, Kanada
- 20 października 1998 – koncert w Agridome, Regina Exhibition Park. Regina, Saskatchewan, Kanada
- 21 października 1998 – koncert w Winnipeg Arena, Winnipeg, Manitoba, Kanada
- 22 października 1998 – koncert w Duluth Entertainment and Convention Center, Duluth, Minnesota, USA
- 23 października 1998 – koncert w Target Center, Minneapolis, Minnesota, USA
- 25 października 1998 – koncert w United Center, Chicago, Illinois, USA
- 26 października 1998 – koncert w Market Square Arena w Indianopolis, stan Indiana
- 28 października 1998 – koncert w The Palace, Auburn Hills, Michigan, USA
- 29 października 1998 – koncert w Maple Leaf Gardens, Toronto, Ontario, Kanada
- 30 października 1998 – koncert w Corel Centre, Kanata. Ottawa, Ontario, Kanada
- 1 listopada 1998 – koncert w Madison Square Garden, Nowy Jork, Nowy Jork, USA
- 2 listopada 1998 – koncert w Onondaga County War Memorial Auditorium, Syracuse, Nowy Jork, USA
- 3 listopada 1998 – koncert w Blue Cross Arena, Rochester, Nowy Jork, USA
- 5 listopada 1998 – koncert w Cole Field House, University of Maryland. College Park, Maryland, USA
- 7 listopada 1998 – koncert w Alexander Memorial Coliseum, Georgia Institute of Geology. Atlanta, Georgia, USA

1999
Część 54: Zimowe tournée po USA (pocz. 26 stycznia 1999)
- 26 stycznia 1999 – koncert w Everblades Arena, Fort Myers, Floryda, USA
- 28 stycznia 1999 – koncert w National Car Rental Center, Sunrise. Fort Lauderdale, Floryda, USA
- 29 stycznia 1999 – koncert w Ocean Center, Daytona Beach, Floryda, USA
- 30 stycznia 1999 – koncert w Ice Palace, Tampa, Floryda, USA
- 1 lutego 1999 – koncert w Tallahassee-Leon County Civic Center w Tallahassee na Florydzie, USA
- 2 lutego 1999 – koncert w Pensacola Civic Center w Pensacola na Florydzie
- 3 lutego 1999 – koncert w Nat Kiefer UNO Lakefront Arena, University of New Orleans. Nowy Orlean, Luizjana, USA
- 5 lutego 1999 – koncert w New Daisy Theater, Memphis, Tennessee, USA
- 6 lutego 1999 – koncert w Municipal Auditorium, Nashville, Tennessee, USA
- 7 lutego 1999 – koncert w Boutwell Auditorium, Birmingham, Alabama, USA
- 9 lutego 1999 – koncert w Ervin J. Nutter Center na Wright State University w Dayton, stan Ohio, USA
- 10 lutego 1999 – koncert w Veterans Memorial Auditorium, Columbus, Ohio, USA
- 12 lutego 1999 – koncert w S.I.U Arena, Southern Illinois University. Carbondale, Illinois, USA
- 13 lutego 1999 – koncert w Redbird Arena, Illinois State University. Normal, Illinois, USA
- 14 lutego 1999 – koncert w Joyce Center na Notre Dame University w South Bend, stan Indiana, USA
- 15 lutego 1999 – koncert w Van Andel Arena, Grand Rapids, Michigan, USA
- 17 lutego 1999 – koncert w CSU Convocation Center, Cleveland State University. Cleveland, Ohio, USA
- 18 lutego 1999 – koncert w Stabler Arena, Lehigh University. Betlehem, Pensylwania, USA
- 19 lutego 1999 – koncert w Broome County Forum, Binghamton, Nowy Jork, USA
- 20 lutego 1999 – koncert w Olympic Center, Lake Placid, Nowy Jork, USA
- 22 lutego 1999 – koncert w RPI Fieldhouse, Rensselaer Polytechnic Institute. Troy, Nowy Jork, USA
- 23 lutego 1999 – koncert w Marine Midland Arena, Buffalo, Nowy Jork, USA
- 24 lutego 1999 – koncert w Mullins Center, University of Massachusetts. Amherst, Massachusetts, USA
- 25 lutego 1999 – koncert w Cumberland Civic Center, Portland, Maine, USA
- 27 lutego 1999 – koncert w Copa Room, Sands Casino, Atlantic City, New Jersey, USA. Wczesny koncert
- 27 lutego 1999 – koncert w Copa Room, Sands Casino, Atlantic City, New Jersey, USA. Późny koncert
- 1 marca 1999 – koncert w Club Rio, Rio Suite Hotel & Casino. Las Vegas, Nevada, USA
- 2 marca 1999 – koncert w House of Blues, Mandalay Bay Resort & Casino. Las Vegas, Nevada, USA

Część 55: Wiosenne tournée po Europie (pocz. 7 kwietnia 1999)
- 7 kwietnia 1999 – koncert w Pavilhao do Atlantico, Parque das Nacoes. Lizbona, Portugalia
- 8 kwietnia 1999 – koncert w Colisio Oporto, Oporto, Portugalia
- 9 kwietnia 1999 – koncert w Pavillon Multiusos do Sar, Santiago de Compostela, Hiszpania
- 10 kwietnia 1999 – koncert w Teatro Jovellanos w Gijon w Hiszpanii
- 11 kwietnia 1999 – koncert w Velodromo Anoeta, San Sebastián, Hiszpania
- 13 kwietnia 1999 – koncert w Sala Ataulfo Argenta, Palacio de Festivales. Santander, Hiszpania
- 14 kwietnia 1999 – koncert w Palacio de Deportes de la Comunidad de Madrid, Madryt, Hiszpania
- 15 kwietnia 1999 – koncert w Velodromo Luis Puig, Walencja, Hiszpania
- 17 kwietnia 1999 – koncert w La Malagueta w Maladze w Hiszpanii
- 18 kwietnia 1999 – koncert w Palacio Municipal de Deportes, Granada, Hiszpania
- 19 kwietnia 1999 – koncert w Narciso Yepes Hall, Auditorio y Centro de Congresos de Murcia. Murcia, Hiszpania
- 21 kwietnia 1999 – koncert w Pabellon Principie Felipe, Zaragoza, Hiszpania
- 22 kwietnia 1999 – koncert w Palau Minicipal dels Exports, Barcelona, Hiszpania
- 23 kwietnia 1999 – koncert w Le Dome, Marsylia, Francja
- 25 kwietnia 1999 – koncert na Hallenstadion, Zurych, Szwajcaria
- 27 kwietnia 1999 – koncert w Sporthall w Linzu w Austrii
- 28 kwietnia 1999 – koncert w Hali Tivoli, Lublana, Słowenia
- 29 kwietnia 1999 – koncert w Eishalle w Grazu w Austrii
- 30 kwietnia 1999 – koncert w Stadthalle, Wiedeń, Austria
- 1 maja 1999 – koncert w Silvretta Ski and Funsport Arena, The Idalpe. Ischgl, Austria
- 2 maja 1999 – koncert w Olimpiahalle, Monachium, Niemcy

Część 56: Letnie tournée po USA z Paulem Simonem (pocz. 5 czerwca 1999)
- 5 czerwca 1999 – koncert w Fillmore Auditorium, Denver, Kolorado, USA
- 6 czerwca 1999 – koncert w World Arena, Colorado Springs, Kolorado, USA
- 7 czerwca 1999 – koncert w McNicholls Arena, Denver, Kolorado, USA
- 9 czerwca 1999 – koncert w Delta Center, Salt Lake City, Utah, USA
- 11 czerwca 1999 – koncert w General Motors Arena, Vancouver, Kolumbia Brytyjska, Kanada
- 12 czerwca 1999 – koncert w Rose Garden Arena, Portland, Oregon, USA
- 13 czerwca 1999 – koncert w The Gorge Amphitheatre, George, Washington, USA
- 14 czerwca 1999 – koncert w Erb Memorial Union Ballroom, University of Oregon. Eugene, Oregon, USA
- 16 czerwca 1999 – koncert w ARCO Arena, Sacramento, Kalifornia, USA
- 18 czerwca 1999 – koncert w Concord Pavilion, Concord, Kalifornia, USA
- 19 czerwca 1999 – koncert w Shoreline Amphitheater, Mountain View, Kalifornia, USA
- 20 czerwca 1999 – koncert w Arrowhead Pond of Anaheim, Anaheim, Kalifornia, USA
- 22 czerwca 1999 – koncert w Hollywood Bowl, Los Angeles, Kalifornia, USA
- 25 czerwca 1999 – koncert w Coors Amphitheatre, Chula Vista, Kalifornia, USA
- 26 czerwca 1999 – koncert w Garden Arena, MGM Grand. Las Vegas, Nevada, USA
- 27 czerwca 1999 – koncert w Blockbuster Desert Sky Pavilion w Phoenix, stan Arizona, USA
- 2 lipca 1999 – koncert na Race Track Infield, Canterbury Downs, Shakopee w Minneapolis, stan Minnesota, USA
- 3 lipca 1999 – koncert w Bayside Festival Park, Duluth, Minnesota, USA
- 4 lipca 1999 – koncert w Marcus Amphitheatre, Milwaukee, Wisconsin, USA
- 6 lipca 1999 – koncert w Saint Andrews Hall, Detroit, Michigan, USA
- 7 lipca 1999 – koncert w Pine Knob Music Theatre, Clarkston, Michigan, USA
- 9 lipca 1999 – koncert w World Music Theatre, Tinley Park, Illinois, USA
- 10 lipca 1999 – koncert w Riverport Amphitheatre, Maryland Heights, Missouri, USA
- 11 lipca 1999 – koncert w Bogart’s w Cincinnati, stan Ohio, USA
- 13 lipca 1999 – koncert w GTE Virginia Beach Amphitheater, Virginia Beach, Virginia, USA
- 14 lipca 1999 – koncert w All-Tel Pavilion at Walnut Creek. Raleigh, Karolina Północna, USA
- 16 lipca 1999 – koncert w Nissan Pavilion at Stone Ridge. Bristow, Virginia, USA
- 17 lipca 1999 – koncert w Sony Music Entertainment Center, Camden, New Jersey, USA
- 18 lipca 1999 – koncert w Coca Cola Star Like Amphitheater, Burgettstown, Pensylwania, USA
- 23 lipca 1999 – koncert w Tweeter Center for Performing Arts w Mansfield, stan Massachusetts
- 24 lipca 1999 – koncert w Meadows Music Theater, Hartford, Connecticut, USA
- 26 lipca 1999 – koncert w Tramps, Nowy Jork, Nowy Jork, USA
- 28 lipca 1999 – koncert w PNC Banks Art Center, Holmdel, New Jersey, USA
- 30 lipca 1999 – koncert w Jones Beach Theater w Jones Beach State Park w Wantagh, stan Nowy Jork

Część 57: Jesienne tournèe z Paulem Simonem po USA (pocz. 2 września 1999)
- 2 września 1999 – koncert w Coral Sky Amphitheatre, West Palm Beach, Floryda, USA
- 4 września 1999 – koncert w Troy G. Chastain Memorial Park Amphitheatre w Atlancie, stan Georgia. USA
- 8 września 1999 – koncert w First American Music Center, Antioch, Tennessee, USA
- 9 września 1999 – koncert w Deer Creek Music Center, Noblesville, Indiana, USA
- 11 września 1999 – koncert w The Pyramid, Memphis, Tennessee, USA
- 12 września 1999 – koncert w The Cajundome, The University of Southwestern Louisiana. Lafayette, Luizjana, USA
- 15 września 1999 – koncert w Special Events Central Arena, University of Texas at Austin. Austin, Teksas, USA
- 17 września 1999 – koncert w The Cynthia Woods Mitchell Pavilion, The Woodlands. Houston, Teksas, USA
- 18 września 1999 – koncert w Starplex Amphitheatre, Dallas, Teksas, USA

Część 58: Jesienne tournée z Philem Leshem i Przyjaciółmi po USA (pocz. 26 października 1999)
- 26 października 1999 – Koncert w Park West, Chicago, Illinois, USA
- 29 października 1999 – koncert w Millett Assembly Hall, Miami University. Oxford, Ohio, USA
- 30 października 1999 – koncert w Milwaukee Arena, Milwaukee, Wisconsin, USA
- 31 października 1999 – koncert w University of Illinois Conference Center Pavilion, Chicago, Illinois, USA
- 2 listopada 1999 – koncert w Breslin Student Events Center, Michigan State University. East Lansing, Michigan, USA
- 5 listopada 1999 – koncert w Civic Arena w Pittsburgu, stan Pensylwania
- 9 listopada 1999 – koncert w The Apollo of Temple, Temple University. Filadelfia, Pensylwania, USA
- 11 listopada 1999 – koncert w Civic Center w Auguście, stan Maine
- 17 listopada 1999 – koncert w Wittemore Center na University of New Hampshire w Durham, stan New Hampshire, USA
- 18 listopada 1999 – koncert w Mullins Center, University of New Massachusetts. Amherst, Massachusetts, USA
- 20 listopada 1999 – koncert w Bob Carpenter Center, University of Delaware. Newark, Delaware, USA

## Dyskografia
Singiel
- 1965: „Can You Please Crawl Out Your Window”/„Highway 61 Revisited”/„Tombstone Blues” (USA)
- 1965: „Highway 61 Revisited”/„Can You Please Crawl Out Your Window” (Wlk. Brytania)

Albumy
- 1974: Before the Flood
- 1984: Real Live
- 2005: The Bootleg Series Vol. 7: No Direction Home: The Soundtrack

## Wersje innych artystów
- 1966: The Leaves – The Leaves
- 1969: Johnny Winter – Second Winter (Captured Live!, 1976; The Johny Winter Collection, 1988)
- 1969: Terry Reid – Move Over for Terry Reid
- 1975: Larry Raspberry – In the Pink
- 1990: Dr. Feelgood – Classic
- 1993: PJ Harvey – Rid of Me
- 1993: Johnny Winter na albumie Boba Dylana i różnych wykonawców The 30th Anniversary Concert Celebration
- 1995: P.J. Harvey na albumie różnych wykonawców Outlaw Blues, Volume 2
- 1996: Bugs Henderson – Four Tens Strike Again
- 1998: Steve Gibbons – The Dylan Project
- 1998: The Zimmermen – After the Ambulances Go
- 2000: Michael Moore – Jewels and Binoculars
- 2002: X – See How We Are
- 2003: Martin Simpson na albumie różnych wykonawców May Your Song Always Be Sung: The Songs of Bob Dylan, Volume 3
- 2004: album różnych wykonawców – John Wesley Harding, John Brown and Some Wicked Messengers Play Bob Dylan